# 前森 (秋田県)

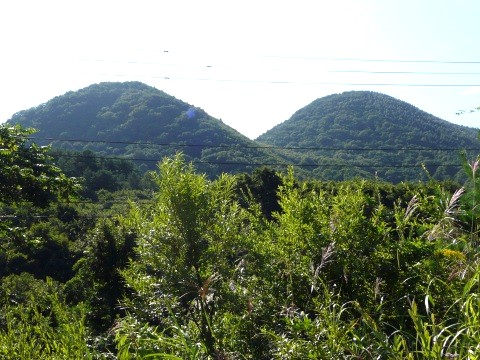
前森と後森

前森（まえもり）は、秋田県鹿角市にある山である。

## 概要
標高736m。熊沢川（米代川水系）流域にある。
前森の奥に後森があり、藩政時代はこれより奥地はいわゆる「止め山」として入山禁止となっていた。（「止め山」については後森を参照）
麓辺りから八幡平温泉郷となり、更に奥地は十和田八幡平国立公園（八幡平地区）となっている。

## 近くの山
- 後森

## 観光
前森の西側山麓には東トロコ温泉（八幡平温泉郷）などがあり、観光地として賑わっている。